# La Litera
La Litera is een comarca van de Spaanse provincie Huesca. De hoofdsteden zijn Binéfar en Tamarite de Litera, de oppervlakte 733,90 km2 en het heeft 18.666 inwoners (2002).

## Gemeenten
Albelda, Alcampell, Altorricón, Azanuy-Alins, Baélls, Baldellou, Binéfar, Camporrélls, Castillonroy, Esplús, Peralta de Calasanz, San Esteban de Litera, Tamarite de Litera en Vencillón.